# Chalá
Chalá é um pão trançado especial que é consumido no Shabat e nas festas judaicas, excluindo a festa de Pessach.
Um dos 613 mandamentos é consumir no Shabat três refeições. Segundo a religião judaica, a refeição deve conter pão. Assim, no início da refeição, se abençoa a chalá como ao pão, com a prece "hamotzi lechem min haaretz".
O significado original da palavra chalá é um pequeno pedaço da massa. Tal porção, do tamanho de um ovo, era dada aos cohanim na época do Templo.

https://pt.chabad.org/library/article_cdo/aid/4059073/jewish/O-Que-Chal.htm

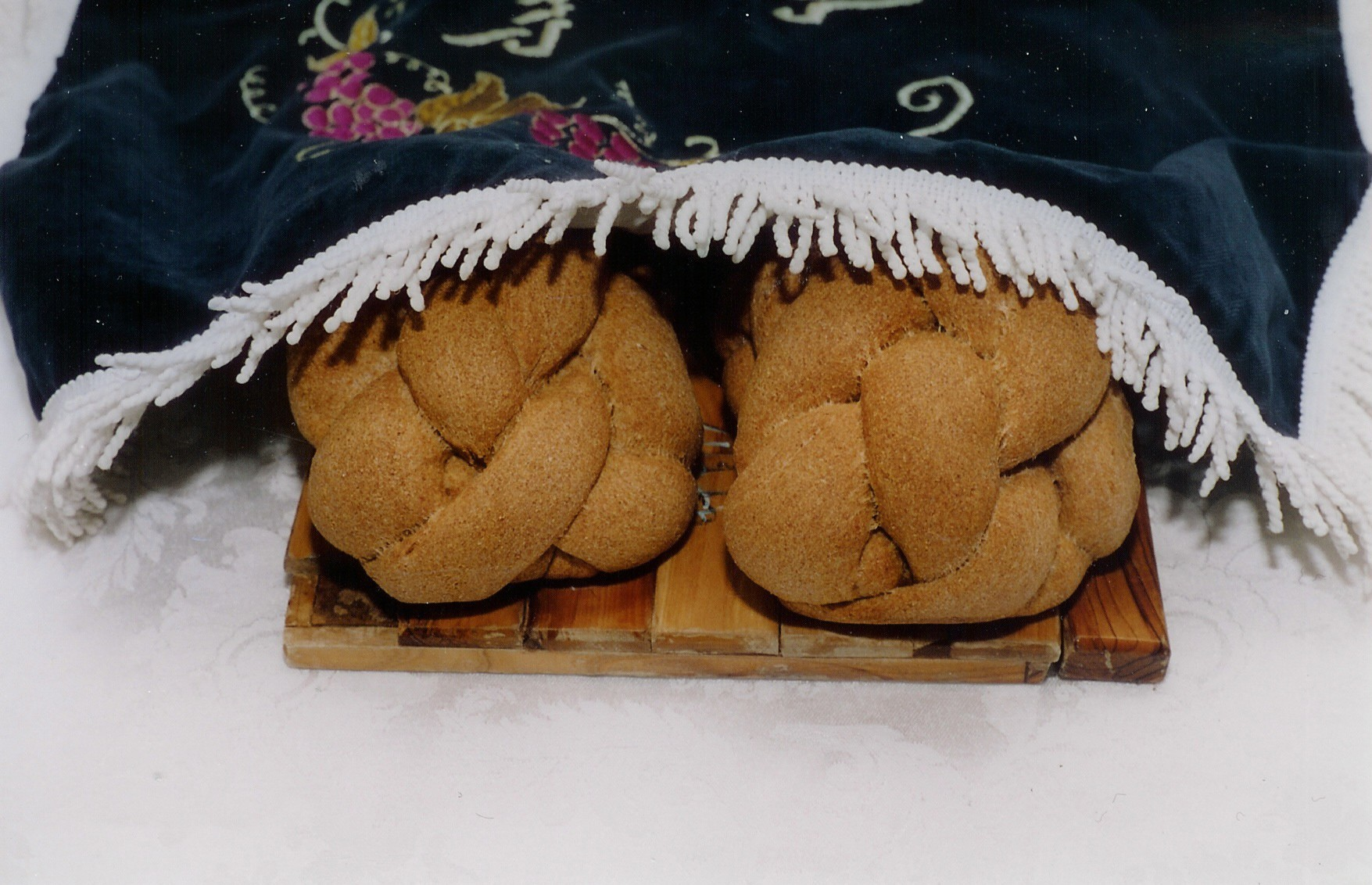
Chalá